# Der Löwe von Flandern
Der Löwe von Flandern (Originaltitel: De Leeuw van Vlaanderen) ist ein flämisch-niederländischer Historienfilm von Hugo Claus. Als Vorlage diente ihm der gleichnamige Roman von Hendrik Conscience, welcher im Jahr 1838 veröffentlicht wurde.
Das Filmdrama erzählt die Ereignisse des flämischen Aufstands während der Goldenen-Sporen-Schlacht im Juli 1302, in der die Flamen eine wichtige Schlacht gegen französische Ritter gewannen.

## Produktion und Rezeption
Für die Produktion wurden 75 Millionen belgische Franken aufgewendet. Finanziert wurde der Film von der Flämischen Gemeinschaft sowie von der belgischen Rundfunkanstalt Belgische Radio- en Televisieomroep (BRT) und dem niederländischen öffentlichen Rundfunk Katholieke Radio Omroep (KRO). An den Dreharbeiten waren 150 Schauspieler, 3000 Statisten und 80 Techniker beteiligt. Hugo Claus zog für die Regie mit Dominique Deruddere und Stijn Coninx zwei Co-Regisseure hinzu. Zeitgleich mit dem Film wurde eine vierteilige Fernsehfassung produziert. Die Filmeditoren haben das Rohmaterial in vier 50-minütige Episoden geschnitten.
Der Film feierte im Jahr 1984 in flämischen Kinos Premiere und wurde seit März 1985 in den niederländischen Kinos gezeigt. Am 6. März 1987 wurde Der Löwe von Flandern im 1. Programm des Fernsehens der DDR ausgestrahlt.
Die Kritik fiel weder für den Film noch für die Fernsehfassung gut aus. Experten wiesen auf historische Ungenauigkeiten hin. Filmkritiker fanden die Dialoge zu künstlich und die Filmmusik von Ruud Bos zu emphatisch.